# Addinol
Die Addinol Lube Oil GmbH (Eigenschreibweise: ADDINOL Lube Oil GmbH, kurz Addinol) ist ein deutscher Hersteller von Schmierstoffen mit Sitz im Mitteldeutschen Chemiedreieck in Leuna. Das Familienunternehmen führt seinen Ursprung auf das Mineralölwerk Lützkendorf und dessen Markenprodukte  Addinol („additive in oil“) zurück.

## Geschichte

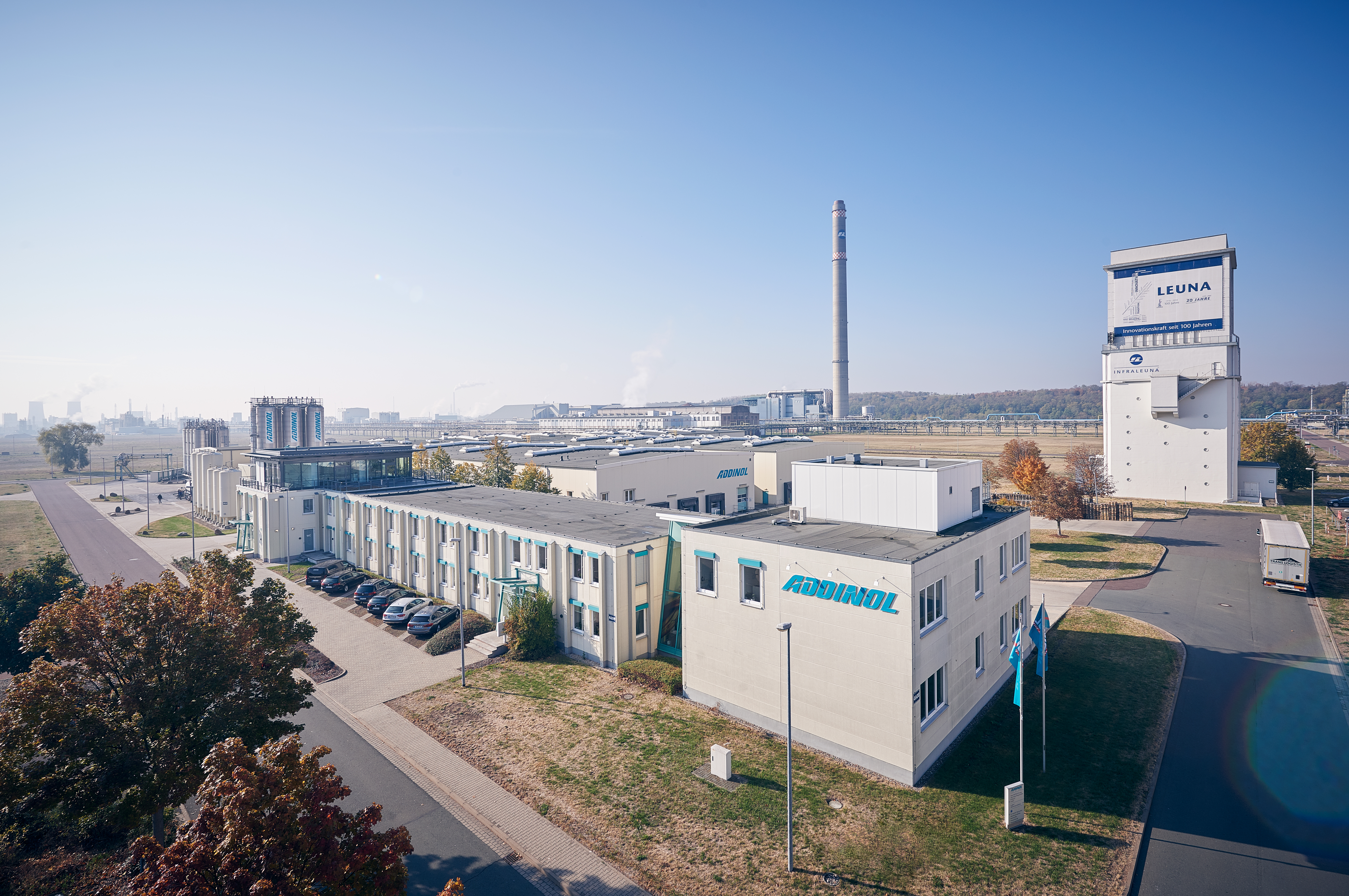
Addinol Firmengelände in Leuna, 2018

Addinol Lube Oil wurde am 4. Dezember 1996 in der Rechtsform einer GmbH & Co. KG mit Sitz in Krumpa gegründet. Zeitgleich sicherte sich das Unternehmen die Wortmarke ADDINOL. Gesellschafter waren mit 76 Prozent der Anteile Georg Wildegger, Peter Streletz, Hans O. A. Koehn und zu 24 Prozent die in Grünwald ansässige BVT Holding GmbH & Co. KG. Als Auffanggesellschaft übernahm das Unternehmen Ende Dezember 1996 die Sparten Vertrieb und Dienstleistung der insolventen Addinol Mineralöl GmbH Lützkendorf, vormals VEB Mineralölwerk Lützkendorf, Krumpa.
Die Freigabe der übertragenden Sparten erfolgte am 9. März 1998. Mittels dieser Grundlage baut Addinol Lube Oil auf die Tradition und Erfahrung des einst größten Schmierölerzeugers der DDR auf, raffiniert jedoch nicht selbst, wodurch sich der Tätigkeitsbereich erheblich unterscheidet. Im Oktober 1999 beschäftigte das Unternehmen 75 Personen, davon 12 in der Tochtergesellschaft Addinol Mineralöl Marketing OÜ in Estland. Als reine Vertriebsgesellschaft bezog Addinol LUBE zunächst Grundöle von der Raffinerie Koramo Kolin AG in Tschechien und verlagerte die Fertigung von Schmiermitteln sowie Additiven an Fremdfirmen in Duisburg und in den Niederlanden.
Im August 2000 wurde der Unternehmenssitz von Krumpa in ein neues Verwaltungsgebäude nach Leuna verlegt. Am 25. Mai 2007 folgten die Eröffnung eines Logistikzentrums und die Inbetriebnahme eigener Produktionsanlagen mit einer Mischkapazität von 30.000 Tonnen. Von der Anlieferung raffinierter Grundöle bis zur Abfüllung der Fertigprodukte werden seitdem alle Schmierstoffe am Standort Leuna hergestellt. Produziert wurden zu dieser Zeit bereits rund 300 verschiedene Hochleistungs-Schmierstoffe. Im Jahr 2009 kamen weitere Tanklager für Fertigerzeugnisse und neue Produktionslinien hinzu.
Nach Angaben der Geschäftsleitung stieg zwischen den Jahren 2003 und 2013 der Umsatz von 23 Millionen Euro auf rund 70 Millionen Euro. Parallel wurde die Produktion auf 600 verschiedene Spezialschmierstoffe für Automobilfirmen und für den industriellen Bereich erweitert. Für den Vertrieb entstanden weltweit insgesamt zehn Tochterunternehmen. Seit 2014 ist Addinol auf allen Kontinenten mit eigenen Niederlassungen vertreten. Bis zum Jahr 2015 wurde Addinol in ein reines Familienunternehmen umgewandelt (nur noch GmbH, keine weitere Kommanditisten mehr). Inhaberin ist die Familie Koehn aus Hamburg.
In den folgenden Jahren entstanden auf dem Betriebsgelände in Leuna weitere Produktions- und Lagerhallen sowie zahlreiche Öl- und Mischtanks. Gleichzeitig wurden die Verwaltungsgebäude erweitert. Die Anzahl der Beschäftigten konnte im Jahr 2019 am Standort Leuna auf 110 Festangestellte plus weitere 100 Externe im weltweiten Vertrieb erhöht werden. Hierbei ist zu berücksichtigen, dass das Unternehmen seit 2015 über 60 Prozent seines Umsatzes im Ausland, überwiegend in Asien und im Mittleren Osten, erzielt. Beliefert werden weltweit über 90 Staaten. Mit Ausnahme der Basisöle, welche von verschiedenen Erdölraffinerien geliefert werden, entwickelt und produziert das Unternehmen ausschließlich in Leuna.
Die Addinol Lube Oil GmbH zählt in den Rankings der Stiftung Familienunternehmen und auch der Fachzeitschrift Die Deutsche Wirtschaft (DDW) zu den „Top-Familienunternehmen in Deutschland“. Im Jahr 2020 kürte die Universität St. Gallen das Unternehmen zum Weltmarktführer in den Bereichen Hochtemperatur-Kettenöle und Biogasmotorenöle.

## Produkte

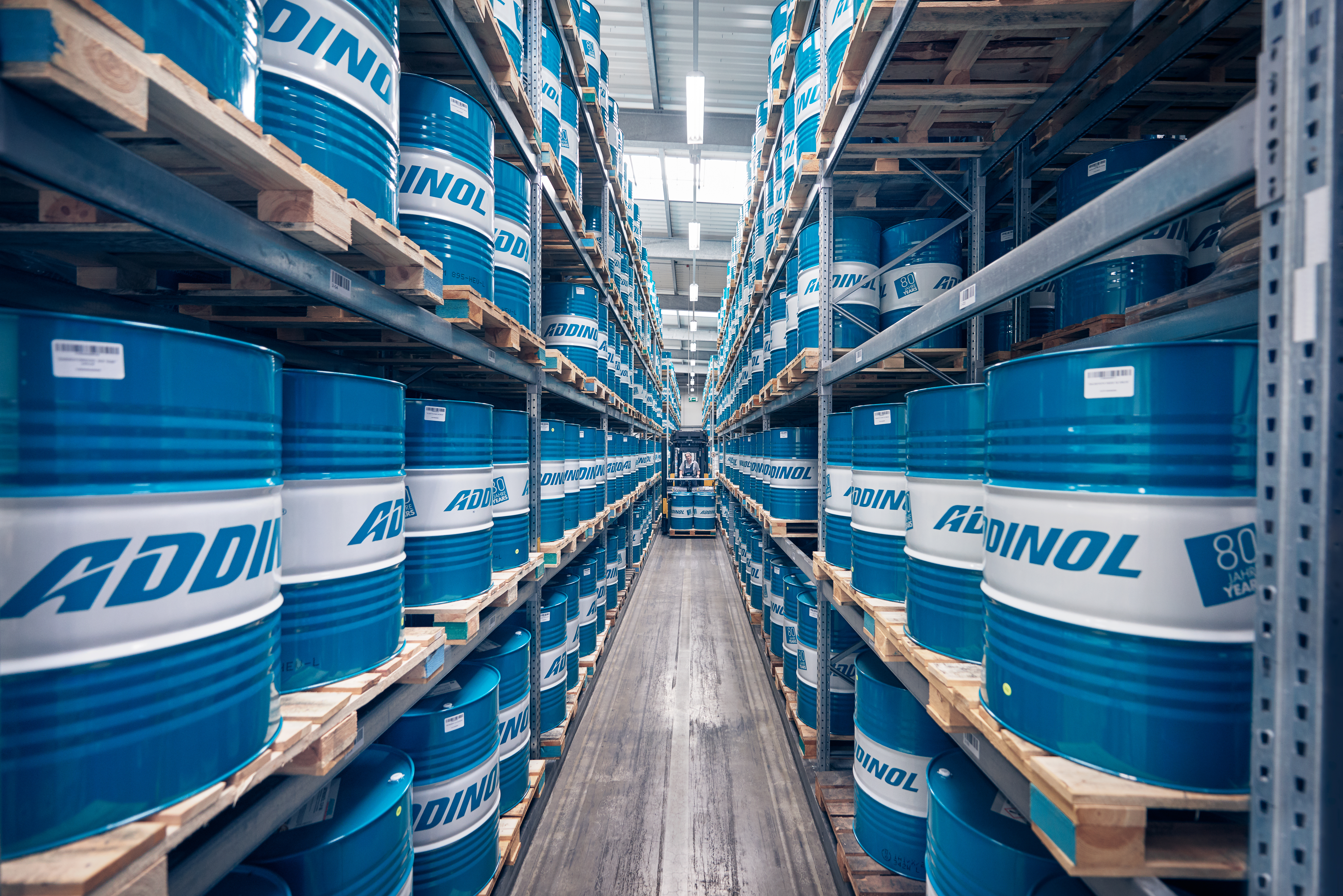
Addinol-Lager, 2018

- Motorenöle
- Kfz-Getriebeöle
- Kfz-Funktionsflüssigkeiten
- Kfz-Schmierfette
- Stoßdämpfer- und Gabelöle
- Industrieschmierstoffe